# 서울의 휴일
《서울의 휴일》(Holiday in Seoul)은 한국에서 제작된 이용민 감독의 1956년 영화이다. 노능걸 등이 주연으로 출연하였고 국쾌남 등이 제작에 참여하였다.

## 출연

### 주연
- 노능걸
- 양미희
- 임성숙

## 기타
- 조명: 서쌍동
- 녹음: 최칠복
- 미술: 이봉선